# Synagoga w Kosowie Lackim
Synagoga w Kosowie Lackim – zbudowana przed 1913 przy ul. Łąkowej 6 w Kosowie Lackim. Bożnica mieściła się w przybudówce młyna elektrycznego i była to druga synagoga po starszej, wzniesionej w XIX wieku.
Przestała pełnić swoje funkcje około 1942, po likwidacji getta w Kosowie Lackim. Po remoncie przeprowadzonym w 1984 służy jako magazyn zbożowy przy młynie elektrycznym.